# Chaouia

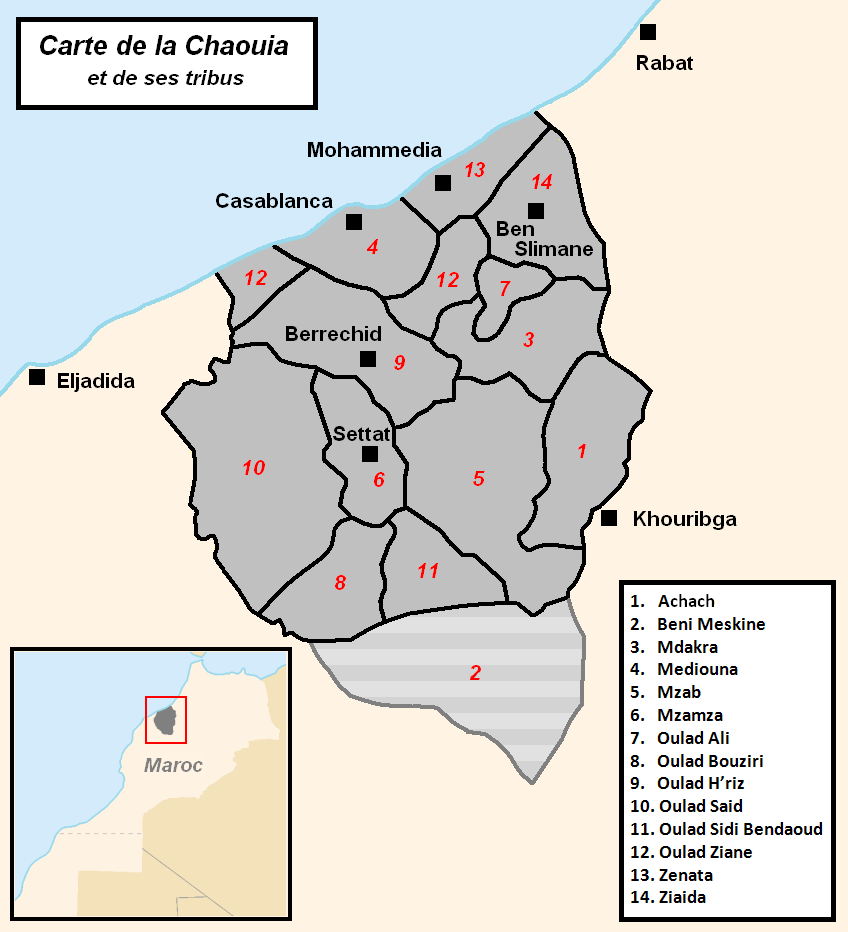
Chaouia-Region, Marokko

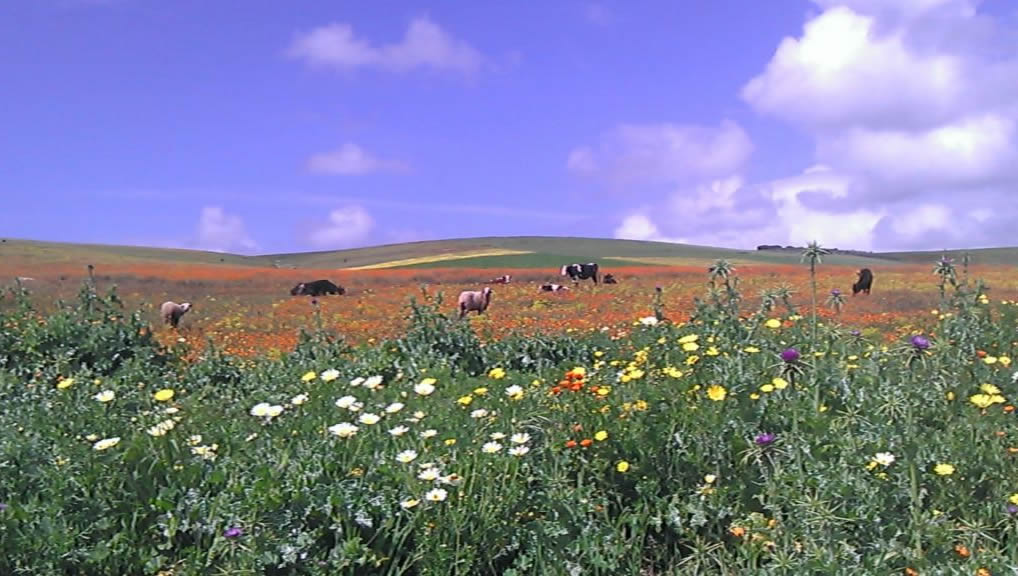
Landschaft der Chaouia im Frühjahr

Die Chaouia ist eine historisch bedeutsame Stammesregion in der Region Casablanca-Settat im Westen Marokkos. Das Wort stammt aus der regionalen Berbersprache: chaoui bedeutet so viel wie „Viehzüchter“.

## Lage
Das im Küstenbereich überwiegend flache bis leicht hügelige Gebiet der Chaouia (arabisch الشاوية, DMG aš-Šāwiya) erstreckt sich von der Atlantikküste bei Casablanca und Mohammedia bis hin zu etwa 400 m Höhe im Hinterland bei Benslimane,  Berrechid und Settat. Im Osten schließt sich das Plateau des Phosphates bei Khouribga an, im Süden die Region um Marrakesch und im Westen die Region Doukkala mit der Hauptstadt El Jadida. Das Klima ist stark vom Atlantik beeinflusst und für marokkanische Verhältnisse eher mild und regenreich.

## Bevölkerung
Im ehemals hauptsächlich von Viehnomaden der Bargawata-Berber und ihren Schaf- und Ziegenherden durchstreiften Gebiet der Chaouia sind noch mehrere im 13. und 14. Jahrhundert zugewanderte Stämme arabischen Ursprungs namentlich bekannt. Heute wird – trotz der Zuwanderung von Berbern in der 2. Hälfte des 20. Jahrhunderts – vorwiegend Marokkanisches Arabisch gesprochen.

## Wirtschaft
Trotz der Nähe der Industrie- und Handelsmetropole Casablanca ist die verhältnismäßig dicht besiedelte Region der Chaouia immer noch in hohem Maße landwirtschaftlich geprägt, wobei Feld- und Viehwirtschaft in etwa gleichbedeutsam sind. Bei Settat, das über die A7 zwischen Casablanca und Marrakesch bzw. Agadir an das marokkanische Autobahnnetz angeschlossen ist, entsteht seit 2011 einer der größten Industrieparks des Landes.

## Geschichte
Seit dem 8. Jahrhundert gehörte das Gebiet der Chaouia dem Bargouata-Stamm, der zeitweise ein eigenes Königreich installieren und erst im Jahr 1149 von den Almoraviden unterworfen werden konnte. Doch hatten die zwar oberflächlich zum Islam bekehrten Berber eine eigene Glaubensrichtung etabliert, in welcher animistisch-sufistisch-astrologische Praktiken eine große Rolle spielten. Im 14. Jahrhundert wanderten mehrere arabisch-stämmige Gruppen ein. Während der Schwächeperiode der marokkanischen Sultansmacht im 17. und 18. Jahrhundert wurde die Gegend von erneut Unruhen und Aufständen heimgesucht; der Alawiden-Sultan Mulai Ismail ließ in der Zeit seiner Herrschaft (1672–1727) mehrere Festungen (kasbahs) erbauen, mit denen die Gegend letztlich befriedet wurde – so in Settat und Boulaouane. Nach der Machtübernahme durch die Franzosen wurde die Region in drei zivile Bezirke unterteilt: Chaouia-Nord (Casablanca), Chaouia-Centre (Berrechid) und Chaouia-Sud (Settat). Heute gehört sie zu den Präfekturen Casablanca und Mohammédia sowie zu den Provinzen Nouaceur, Médiouna, Benslimane, Berrechid und Settat.